# Kecalkoatl (strip)
Kocalkoatl je redovna epizoda strip serijala Marti Misterije premijerno objavljena u Srbiji u svesci #65. u izdanju Veselog četvrtka. Sveska je objavljena 29. decembra 2022. Koštala je 490 din (4,1 €; 4,1 $). Imala je 153 strane.

## Originalna epizoda
Originalna epizoda pod nazivom Quetzalcoatl objavljena je premijerno u #343. regularne edicije Marti Misterije koja je u Italiji u izdanju Bonelija izašla 11.2.2016. Epizodu je nacrtao Đovani Romanini, a scenario napisao Serđo Badino. Naslovnu stranu nacrtao Đankarlo Alesandrini. Koštala je 6,3 €.

## Prethodna i naredna epizoda
Prethodna sveska Marti Misterije nosila je naziv Divlji lov (#64), a naredna Baron Minhauzen (#66).